# Madeleine Madden
Madeleine Madden (ur. 29 stycznia 1997) – australijska aktorka, która wystąpiła m.in. w filmie Dora i Miasto Złota i serialu Koło czasu.

## Filmografia

### Filmy
| Rok  | Tytuł               | Rola        | Uwagi       |
| ---- | ------------------- | ----------- | ----------- |
| 2009 | Ralph               | Maddie      | krótkometr. |
| 2011 | Moth                | Trinni      | krótkometr. |
| 2012 | The Hoarders        | Lily        | krótkometr. |
| 2013 | Around the Block    | Williemai   |             |
| 2014 | Frontier            | Toora       | krótkometr. |
| 2016 | Gimpsey             | Jaze        | krótkometr. |
| 2018 | Cooee               | Ripley      | krótkometr. |
| 2019 | Dora i Miasto Złota | Sammy Moore |             |

### Telewizja
| Rok       | Tytuł                        | Rola             | Uwagi                   |
| --------- | ---------------------------- | ---------------- | ----------------------- |
| 2009      | My Place                     | Laura            | 1 odc.                  |
| 2012–13   | Redfern Now                  | Chloe            | 2 odc.                  |
| 2014      | The Moodys                   | Lucy             | 1 odc.                  |
| 2014      | Jack Irish: Dead Point       | Marie            | film TV                 |
| 2014      | The Code                     | Sheyna Smith     | 2 odc.                  |
| 2015      | Ready for This               | Zoe Preston      | w gł. obsadzie; 13 odc. |
| 2016      | The Weekend Shift            | Laura            |                         |
| 2016      | Tomorrow, When the War Began | Corrie Mackenzie | miniserial              |
| 2017      | High Life                    | Holly McMahon    | 6 odc.                  |
| 2017      | Doctor Doctor                | Millie           | 1 odc.                  |
| 2018      | Picnic at Hanging Rock       | Marion Quade     | miniserial              |
| 2018      | Mystery Road                 | Crystal Swan     | miniserial              |
| 2018      | Pine Gap                     | Immy Dupain      | miniserial              |
| 2018      | Tidelands                    | Violca           | w gł. obsadzie          |
| 2021–2025 | Koło czasu                   | Egwene al'Vere   | w gł. obsadzie          |
| od 2024   | ARK: The Animated Series     | Helena Walker    | w gł. obsadzie          |